# John Archibald
John Archibald (Edimburgo, 14 novembre 1990) è un pistard e ciclista su strada britannico attivo in gare UCI dal 2017.
È fratello maggiore della ciclista Katie Archibald.

## Palmarès

### Pista
- 2017

Troféu Internacional de Anadia, Scratch (Anadia)
- 2018

Revolution Series #3, Scratch (Manchester)
Campionati britannici, Corsa a punti
4ª prova Coppa del mondo 2018-2019, Inseguimento a squadre (Londra, con Daniel Bigham, Ashton Lambie e Jonathan Wale)
Track Cycling Challenge, Inseguimento individuale (Grenchen)
Track Cycling Challenge, Inseguimento a squadre (Grenchen, con Daniel Bigham, Harry Tanfield e Jonathan Wale)
- 2019

Campionati britannici, Inseguimento individuale
Campionati britannici, Inseguimento a squadre (con Daniel Bigham, Charlie Tanfield e Jonathan Wale)
- 2020

Campionati britannici, Inseguimento individuale
Campionati britannici, Inseguimento a squadre (con Daniel Bigham, Kyle Gordon e William Perrett)

### Strada
- 2017 (Pro Vision Scotland, quattro vittorie)

1ª tappa Tour of the North
2ª tappa Tour of the North (cronometro)
3ª tappa Tour of the North
Classifica generale Tour of the North

#### Altri successi
- 2016 (Pro Vision Race Team)

Hugh Dornan Memorial Race to Roseneath
- 2017 (Pro Vision Scotland)

Gifford Road Race
Hugh Dornan Memorial
Tour of the Glens
Pedal Power Road Race
- 2018 (Ribble)

Gifford Road Race
Sam Walton Trophy
Anderside Classic
- 2019 (Ribble)

Stockton Festival Grand Prix
Tour of the Glens

## Piazzamenti

### Competizioni mondiali
- Campionati del mondo su pista

Pruszków 2019 - Inseguimento individuale: 7º
- Campionati del mondo su strada

Yorkshire 2019 - Staffetta: 3º
Yorkshire 2019 - Cronometro Elite: 14º
Fiandre 2021 - Staffetta: 5º

### Competizioni europee
- Campionati europei su pista

Glasgow 2018 - Inseguimento individuale: 5º